# 中津山村
中津山村（なかつやまむら）は、昭和30年（1955年）まで宮城県桃生郡の西部に存在していた村。
現在の石巻市桃生町中津山・桃生町寺崎・桃生町城内・桃生町新田・桃生町給人町・桃生町神取・桃生町高須賀にあたる。

## 地理
- 河川：旧北上川、江合川

## 沿革
- 明治22年（1889年）4月1日 - 町村制施行にともない、中津山村と寺崎村が合併して新制の中津山村が発足。
- 昭和30年（1955年）3月21日 - 桃生村と合併し、桃生町となる。

## 行政
- 歴代村長

| 代 | 氏名         | 就任                      | 退任                       | 備考 |
| -- | ------------ | ------------------------- | -------------------------- | ---- |
| 1  | 佐藤万左ェ門 | 明治22年（1889年）4月22日 | 明治31年（1898年）12月17日 |      |
| 2  | 今井善右ェ門 | 明治32年（1899年）2月3日  | 明治32年（1899年）11月10日 |      |
| 3  | 阿部彦五郎   | 明治33年（1900年）1月9日  | 明治36年（1903年）8月25日  |      |
| 4  | 鈴木松三郎   | 明治36年（1903年）10月2日 | 明治40年（1908年）1月15日  |      |
| 5  | 佐々木伝兵衛 | 明治40年（1908年）7月10日 | 明治44年（1911年）7月9日   |      |
| 6  | 遠藤冬治     | 明治44年（1911年）8月5日  | 大正8年（1919年）8月29日   |      |
| 7  | 末永善左ェ門 | 大正9年（1920年）8月18日  | 大正13年（1924年）8月13日  |      |
| 8  | 若山新之助   | 大正13年（1924年）9月18日 | 昭和2年（1927年）2月2日    |      |
| 9  | 西条軍一郎   | 昭和2年（1927年）3月12日  | 昭和6年（1931年）7月29日   |      |
| 10 | 末永善左ェ門 | 昭和6年（1931年）12月27日 | 昭和10年（1935年）12月26日 | 再任 |
| 11 | 若山新之助   | 昭和11年（1936年）1月18日 | 昭和13年（1938年）2月8日   | 再任 |
| 12 | 西条軍一郎   | 昭和13年（1938年）2月28日 | 昭和18年（1943年）4月15日  | 再任 |
| 13 | 鈴木清一郎   | 昭和18年（1943年）5月4日  | 昭和21年（1946年）10月30日 |      |
| 14 | 高橋繁       | 昭和22年（1947年）4月5日  | 昭和30年（1955年）3月20日  |      |

## 関係著名人
- 阿部秀逸（貴族院多額納税者議員、村会議員）